# فيرونيكا أندروزينكو
فيرونيكا أندريفنا أندروزينكو (الروسية: Вероника Андреевна Андрусенко ؛ ولدت في 20 يناير 1991) هي سباحة روسية. في دورة الألعاب الأولمبية الصيفية 2012 ، تنافست على المنتخب الوطني الروسي في سباق التتابع الحر 4 × 100 متر للسيدات ، حيث احتلت المركز العاشر في التصفيات ، وفشلت في الوصول إلى النهائي. شاركت أيضًا في سباق 100 متر حرة (الانتهاء في المركز 17) ، وسباق 200 متر سباحة حرة (المركز السادس) ، وسباق 4 × 200 متر حرة (المركز الخامس عشر) ، وسباق 4 × 100 متر تتابع متنوع (المركز الرابع).
في دورة الألعاب الأولمبية الصيفية 2016 ، شاركت في نفس الأحداث حيث احتلت المركز التاسع عشر في سباق 100 متر سباحة حرة ، والمركز التاسع في سباق 200 متر حرة ، والعاشر في 4 × 100 متر حرة ، والسابعة في 4 × 200 متر سباحة حرة ، والسادسة في 4 × 100 م تتابع متنوع. 

## حياتها الشخصية
وهي متزوجة من فياتشيسلاف أندروسينكو ، وهو أيضًا سباح لروسيا. 